# Primera C Metropolitana
La Primera C Metropolitana è una delle due divisioni regionali che compongono la quarta serie del calcio argentino. L'altra divisione è il Torneo Regional Federal Amateur.
Vi prende parte un numero variabile di club provenienti dalla città di Buenos Aires, dalla sua area metropolitana e dalla città di Rosario.

## Formato
La Primera C Metropolitana è organizzata in due tornei distinti, l'Aperutra e il Clausura, all'interno di ognuno dei quali le squadre giocano un girone di sola andata. Le squadre vincenti dei due periodi giocano uno spareggio per decretare la vincente della Primera C, che ottiene la promozione in Primera B Metropolitana, mentre le squadre classificate dal 2º all'8º posto nella classifica aggregata danno luogo ad una serie di playoff con partite di andata e ritorno (Torneo Reducido), che decreta l'altra compagine promossa in terza serie. L'ultima classificata nella classifica aggregata viene retrocessa nel Torneo Promocional Amateur, mentre la penultima gioca uno spareggio promozione/retrocessione per la permanenza nella serie.

## Storia
La Primera C Metropolitana nasce con il nome di Tercera División nel 1900 come campionato di terza fascia all'interno della piramide calcistica argentina. A vincere il campionato inaugurale fu la squadra C dell'Alumni, che giocava ancora con il nome di English High School.
Nel 1910 la federazione calcistica dell'Argentina diede vita alla Division Intermedia, stabilendola come campionato di secondo livello, con la Tercera División che retrocesse alla quarta fascia, dietro la Segunda División. Nel 1932 Segunda División e Division Intermedia (che intanto nel 1927 si erano scambiate di posto nella piramide calcistica argentina) furono accorpate, e la Tercera tornò ad occupare la terza fascia a partire dalla stagione 1933.
Nel 1944 cambiò nome in Primera Amateur, e nel 1962 nuovamente in Primera C. Nel 1986 la federazione varò un'altra riforma creando la Primera B Nacional, nuovo secondo livello del campionato nazionale, mentre la Tercera División retrocesse al quarto livello e fu ribattezzata Primera C Metropolitana, venendo disputata dalle sole squadre provenienti dall'area metropolitana di Buenos Aires.

### Livello del campionato
Dalla sua fondazione nel 1900 la federazione ha cambiato diverse volte il suo nome e la sua collocazione nella piramide calcistica argentina.
| Anni         | Livello | Promozione verso                                             | Retrocessione verso                                                                 |
| ------------ | ------- | ------------------------------------------------------------ | ----------------------------------------------------------------------------------- |
| 1900-1910    | 3       | Segunda Divisiòn                                             | -                                                                                   |
| 1911-1932    | 4       | Segunda Divisiòn (1911-1926) Division Intermedia (1927-1932) | -                                                                                   |
| 1933-1985    | 3       | Primera B                                                    | - (1939-1949) Primera D (1950-1985)                                                 |
| 1986-attuale | 4       | Primera B Metropolitana                                      | Primera D Metropolitana (1986-2022) - (2023-2024) Torneo Promocional Amateur (2025) |

## Squadre partecipanti
Stagione 2025.
- Atlético Argentino
- Atlas
- Berazategui
- Camioneros
- Cañuelas
- Central Ballester
- Central Córdoba (R)
- Centro Español
- Claypole
- Def. de Cambaceres
- Dep. Español
- Dep. Paraguayo
- El Porvenir
- Estrella del Sur
- Gen. Lamadrid
- Ituzaingó
- J.J. de Urquiza
- Juventud Unida
- Leandro N. Alem
- Atl. Lugano
- Luján
- Mercedes
- Muñiz
- Puerto Nuevo
- Sp. Barracas
- Victoriano Arenas
- Yupanqui

## Albo d'oro

### Tercera División (Livello 3)
| Stagione | Campione              |
| -------- | --------------------- |
| 1900     | English H.S. III      |
| 1901     | Alumni III            |
| 1902     | Lomas Academy         |
| 1903     | Estudiantes (BA) III  |
| 1904     | Estudiantes (BA) IV   |
| 1905     | Alumni II             |
| 1906     | Gimnasia (BA)         |
| 1907     | Atlanta               |
| 1908     | Banfield              |
| 1909     | Ferro Carril Oeste II |
| 1910     | Instituto Americano   |

### Tercera División (Livello 4)
| Stagione | Campione               |
| -------- | ---------------------- |
| 1911     | Racing Club II         |
| 1912     | Boca Juniors II        |
| 1912 FAF | Gimnasia (BA) II       |
| 1913     | Lib. Unidos II         |
| 1913 FAF | Solis                  |
| 1914     | Lib. Unidos II         |
| 1914 FAF | Vélez Sarsfield II     |
| 1915     | Boca Juniors II        |
| 1916     | Porteño II             |
| 1917     | San Lorenzo II         |
| 1918     | Independiente II       |
| 1919     | Almagro II             |
| 1919 AAm | Racing Club II         |
| 1920     | Huracán II             |
| 1920 AAm | Estudiantil Porteño II |
| 1921     | Nueva Chicago II       |
| 1921 AAm | Almagro II             |
| 1922     | Sportivo Monserrat     |
| 1922 AAm | Vélez Sarsfield II     |
| 1923     | Boca Juniors II        |
| 1923 AAm | Platense II            |
| 1924     | Dock Sud II            |
| 1924 AAm | Platense               |
| 1925     | C.A. Palermo           |
| 1925 AAm | Sportivo Alsina II     |
| 1926     | Los Andes              |
| 1926 AAm | Platense II            |
| 1927     | Independiente II       |
| 1928     | Liberal Argentino II   |
| 1929     | Racing Club II         |
| 1930     | Almagro II             |
| 1931     | Excursionistas         |
| 1931 LAF | 25 de Mayo             |
| 1932     | Sportivo Alsina II     |

### Tercera División (Livello 3)
| Stagione | Campione            |
| -------- | ------------------- |
| 1933     | Sportivo Alsina III |
| 1934     | Excursionistas III  |
| 1935     | Progresista         |
| 1936     | Sportivo Alsina     |
| 1937     | Acassuso            |
| 1938     | Los Andes           |
| 1939     | Boulogne            |
| 1940     | Nueva Chicago       |
| 1941     | Sportivo Alsina     |
| 1942     | Estudiantes (BA)    |
| 1943     | El Porvenir         |

### Primera Amateur (Livello 3)
| Stagione | Campione            | Secondo posto       |
| -------- | ------------------- | ------------------- |
| 1944     | Barracas Central    | Argentino (Q)       |
| 1945     | Argentino (Q)       | Colegiales          |
| 1946     | All Boys            | Colegiales          |
| 1947     | Colegiales          | Barracas Central    |
| 1948     | Barracas Central    | Acassuso            |
| 1949     | San Telmo           | J.J. de Urquiza     |
| 1950     | All Boys            | Tiro Federal        |
| 1951     | Tiro Federal        | Central Córdoba (R) |
| 1952     | Central Córdoba (R) | Colegiales          |
| 1953     | Def. de Belgrano    | Flandria            |
| 1954     | El Porvenir         | Colegiales          |
| 1955     | Colegiales          | Tiro Federal        |
| 1956     | San Telmo           | Los Andes           |
| 1957     | Los Andes           | Def. de Belgrano    |
| 1958     | Def. de Belgrano    | Argentino (Q)       |
| 1959     | Deportivo Morón     | Argentino (Q)       |
| 1960     | Dep. Español        | Almirante Brown     |
| 1961     | San Telmo           | Colón (SF)          |

### Primera C (Livello 3)
| Stagione | Campione            | Secondo posto       |
| -------- | ------------------- | ------------------- |
| 1962     | Sp. Italiano        | Villa Dálmine       |
| 1963     | Villa Dálmine       | All Boys            |
| 1964     | Arsenal Sarandí     | Def. de Cambaceres  |
| 1965     | Almirante Brown     | Estudiantes (BA)    |
| 1966     | Estudiantes (BA)    | General Mitre       |
| 1967     | -                   | -                   |
| 1968     | Comunicaciones      | J.J. de Urquiza     |
| 1969     | Comunicaciones      | Central Córdoba (R) |
| 1970     | Talleres (RdE)      | Argentino (Q)       |
| 1971     | Almagro             | Tigre               |
| 1972     | Def. de Belgrano    | Flandria            |
| 1973     | Central Córdoba (R) | Dock Sud            |
| 1974     | Sp. Italiano        | Sarmiento (J)       |
| 1975     | Villa Dálmine       | El Porvenir         |
| 1976     | Dep. Armenio        | Argentino (Q)       |
| 1977     | Sarmiento (J)       | Dep. Español        |
| 1978     | Talleres (RdE)      | Deportivo Morón     |
| 1979     | Dep. Español        | Deportivo Morón     |
| 1980     | Deportivo Morón     | Central Córdoba (R) |
| 1981     | Lanús               | Chacarita Juniors   |
| 1982     | Villa Dálmine       | Def. Unidos         |
| 1983     | Argentino (R)       | Almagro             |
| 1984     | San Miguel          | Almagro             |
| 1985     | Defensa y Justicia  | Tristán Suárez      |

### Primera C Metropolitana (Livello 4)
| Stagione | Campione                               | Secondo posto                          |
| -------- | -------------------------------------- | -------------------------------------- |
| 1986-87  | Dep. Laferrere                         | San Telmo                              |
| 1987-88  | Central Córdoba (R)                    | Excursionistas                         |
| 1988-89  | Argentino (Q)                          | Ituzaingó                              |
| 1989-90  | Berazategui                            | Sarmiento (J)                          |
| 1990-91  | Def. de Cambaceres                     | Comunicaciones                         |
| 1991-92  | Def. de Belgrano                       | Argentino (Q)                          |
| 1992-93  | Colegiales                             | Argentino (Q)                          |
| 1993-94  | Def. Unidos                            | San Telmo                              |
| 1994-95  | Temperley                              | Tristán Suárez                         |
| 1995-96  | Villa Dálmine                          | Leandro N. Alem                        |
| 1996-97  | Berazategui                            | Brown (A)                              |
| 1997-98  | Flandria                               | Ituzaingó                              |
| 1998-99  | Def. de Cambaceres                     | Villa Dálmine                          |
| 1999-00  | Dep. Merlo                             | Dock Sud                               |
| 2000-01  | Ituzaingó                              | Dep. Laferrere                         |
| 2001-02  | Dep. Laferrere                         | Colegiales                             |
| 2002-03  | Colegiales                             | Villa Dálmine                          |
| 2003-04  | Argentino (R)                          | Barracas Central                       |
| 2004-05  | Comunicaciones                         | Colegiales                             |
| 2005-06  | Dep. Merlo                             | Luján                                  |
| 2006-07  | Acassuso                               | J.J. de Urquiza                        |
| 2007-08  | Colegiales                             | Fénix                                  |
| 2008-09  | Villa San Carlos                       | Berazategui                            |
| 2009-10  | Barracas Central                       | Excursionistas                         |
| 2010-11  | Gen. Lamadrid                          | Argentino (M)                          |
| 2011-12  | Villa Dálmine                          | UAI Urquiza                            |
| 2012-13  | UAI Urquiza                            | Dep. Laferrere                         |
| 2013-14  | Sp. Italiano                           | Def. de Cambaceres                     |
| 2015     | San Telmo                              | Talleres (RdE)                         |
| 2016     | Excursionistas                         | Sp. Italiano                           |
| 2016-17  | Sacachispas                            | Def. Unidos                            |
| 2017-18  | Def. Unidos                            | Central Córdoba (R)                    |
| 2018-19  | Argentino (Q)                          | Dep. Armenio                           |
| 2019-20  | Competizione annullata per il Covid-19 | Competizione annullata per il Covid-19 |
| 2020     | Cañuelas                               | Dep. Merlo                             |
| 2021     | Dock Sud                               | Ituzaingó                              |
| 2022     | Argentino (M)                          | Ferrocarril Midland                    |
| 2023     | Excursionistas                         | San Martín (B)                         |
| 2024     | Real Pilar                             | Gen. Lamadrid                          |